# 후루타카마쓰촌
후루타카마쓰촌(일본어: 古高松村)은 일본 가가와현 기타군에 설치되었던 촌이다. 현재의 다카마쓰시에 해당한다.

## 역사
- 1890년 2월 15일 - 정촌제 시행에 의해 야마다군 3촌의 구역을 가지고 성립하였다.
- 1899년 4월 1일 - 야마다군이 미키군과 합병해 기타군이 되었다.
- 1925년 8월 1일 - 국철 고토쿠선 (현 시코쿠 여객철도)이 개업하였다.
- 1940년 2월 11일 - 다카마쓰시에 편입해, 동일 후루타카마쓰촌은 폐지되었다.

## 참고 문헌
- 角川日本地名大辞典編纂委員会, 『角川日本地名大辞典 43 香川県』, 1985, 角川書店
- 香川県教育会木田郡部会郡誌編纂部 編『木田郡誌』香川県教育会木田郡部会、高松市、1940年1月5日。doi:10.11501/1684817。 NCID BA44706440。OCLC 835722324。
- 高松市史編修室 編『新修高松市史』 第1、高松市役所、高松市、1964年12月15日。doi:10.11501/3030912。 NCID BN05923101。OCLC 672588589。
- 高松市史編修室 編『新修高松市史』 第3、高松市役所、高松市、1969年2月15日。doi:10.11501/3030978。 NCID BN05923101。OCLC 703819378。